# Lieve Van Daele
Pour les articles homonymes, voir Van Daele.
Lieve H.J. Van Daele, née le 4 décembre 1963  à Saint-Nicolas, est une femme politique belge flamande, membre du CD&V.
Elle est licenciée en philologie germanique, licenciée en sciences religieuses et licenciée en sciences familiales et de la sexualité. Elle fut professeur. Elle est sexologue indépendante.

## Fonctions politiques
- Échevine de Saint-Nicolas
- Députée fédérale du 21 décembre 2007 au 12 mai 2010, en remplacement de Peter Leyman